# 諾沃西爾基 (恰巴尼市鎮)
50°21′16″N 30°27′16″E / 50.35444°N 30.45444°E
諾沃西爾基（烏克蘭語：Новосілки）是位於烏克蘭北部的村莊，由基辅州法斯蒂夫區的恰巴尼市鎮負責管轄。該村始建於1926年，面積13.5平方公里，海拔高度183米，2001年人口3,761，人口密度每平方公里278.6人。

## 畫廊

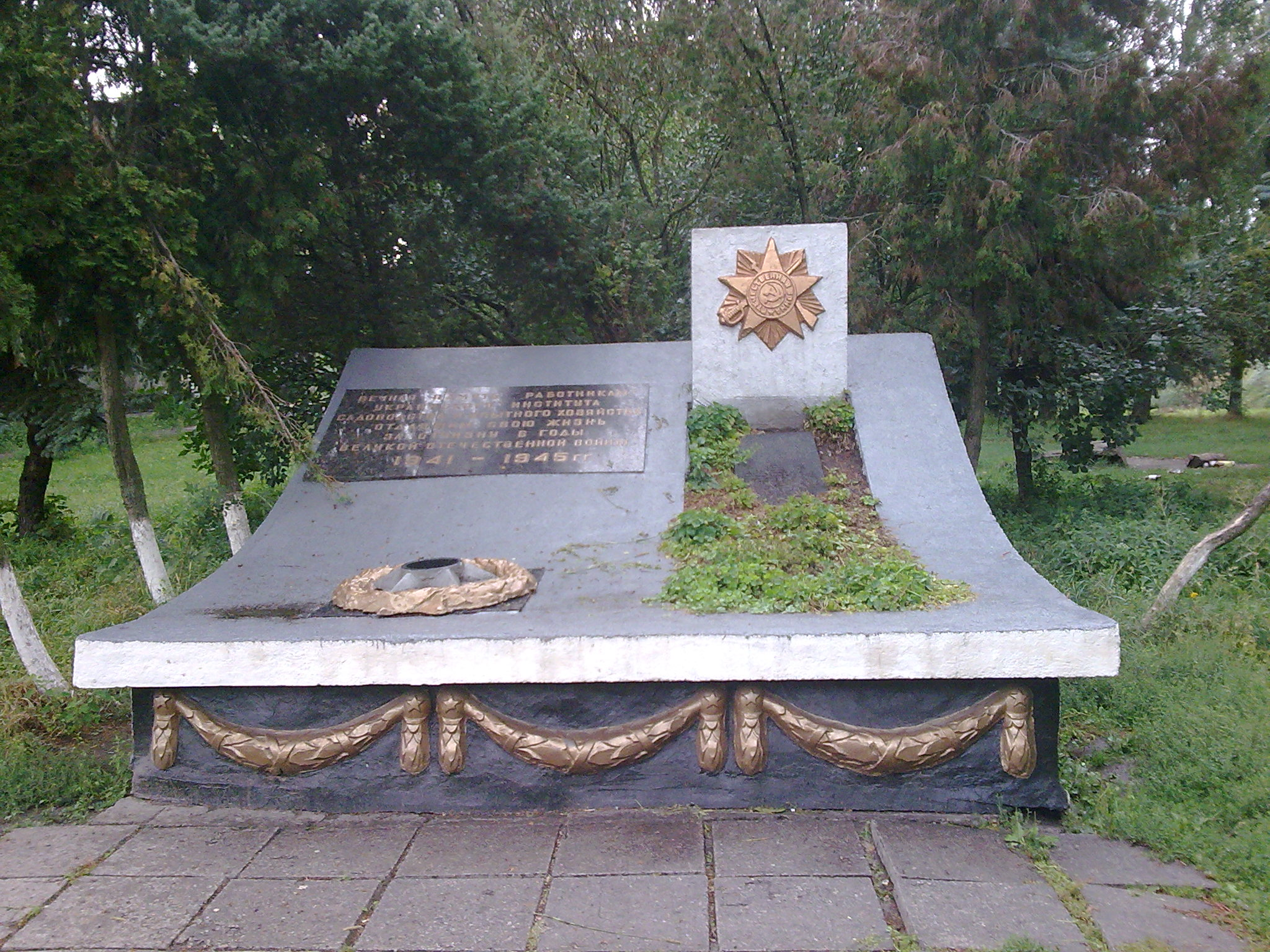
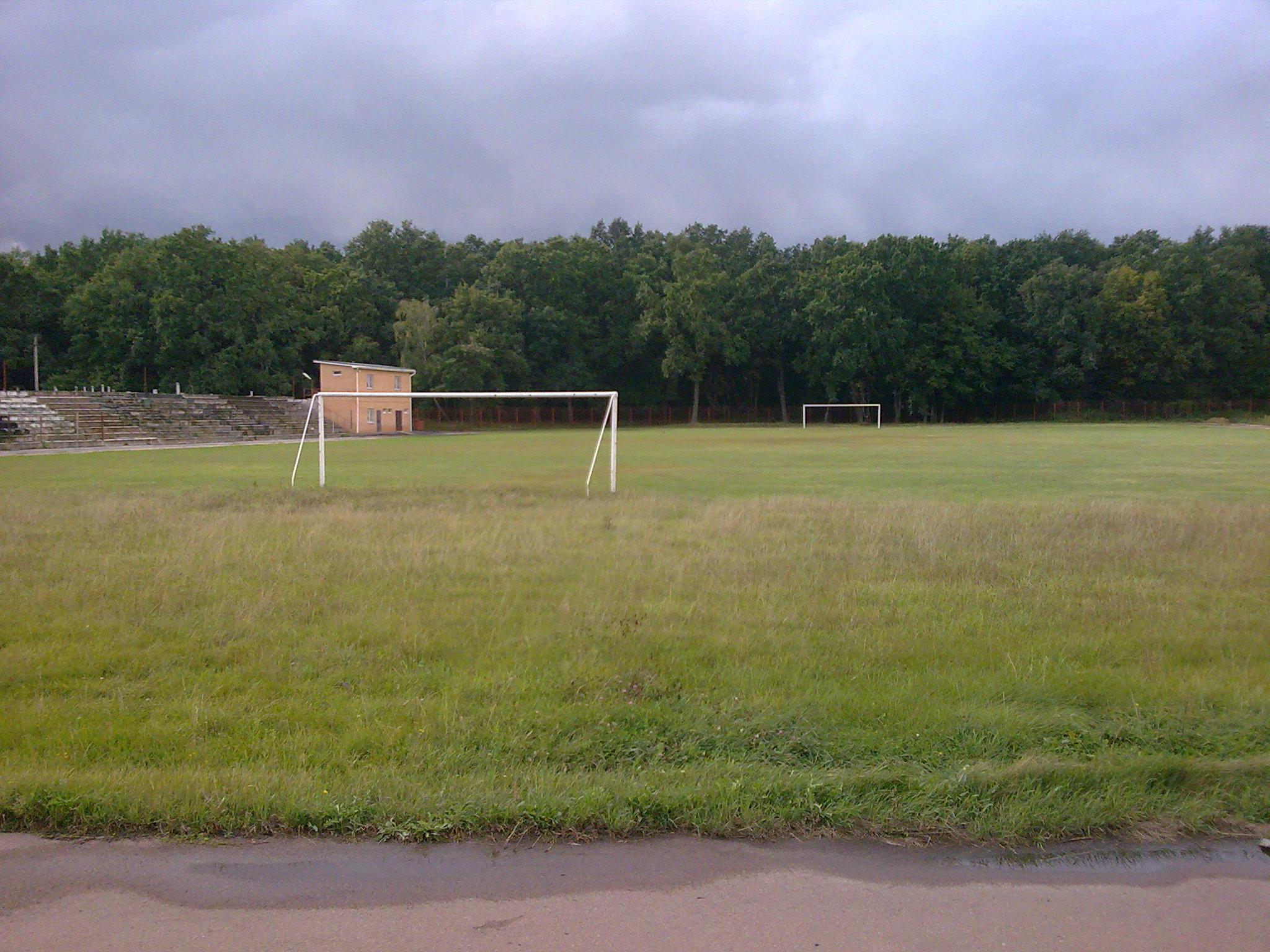
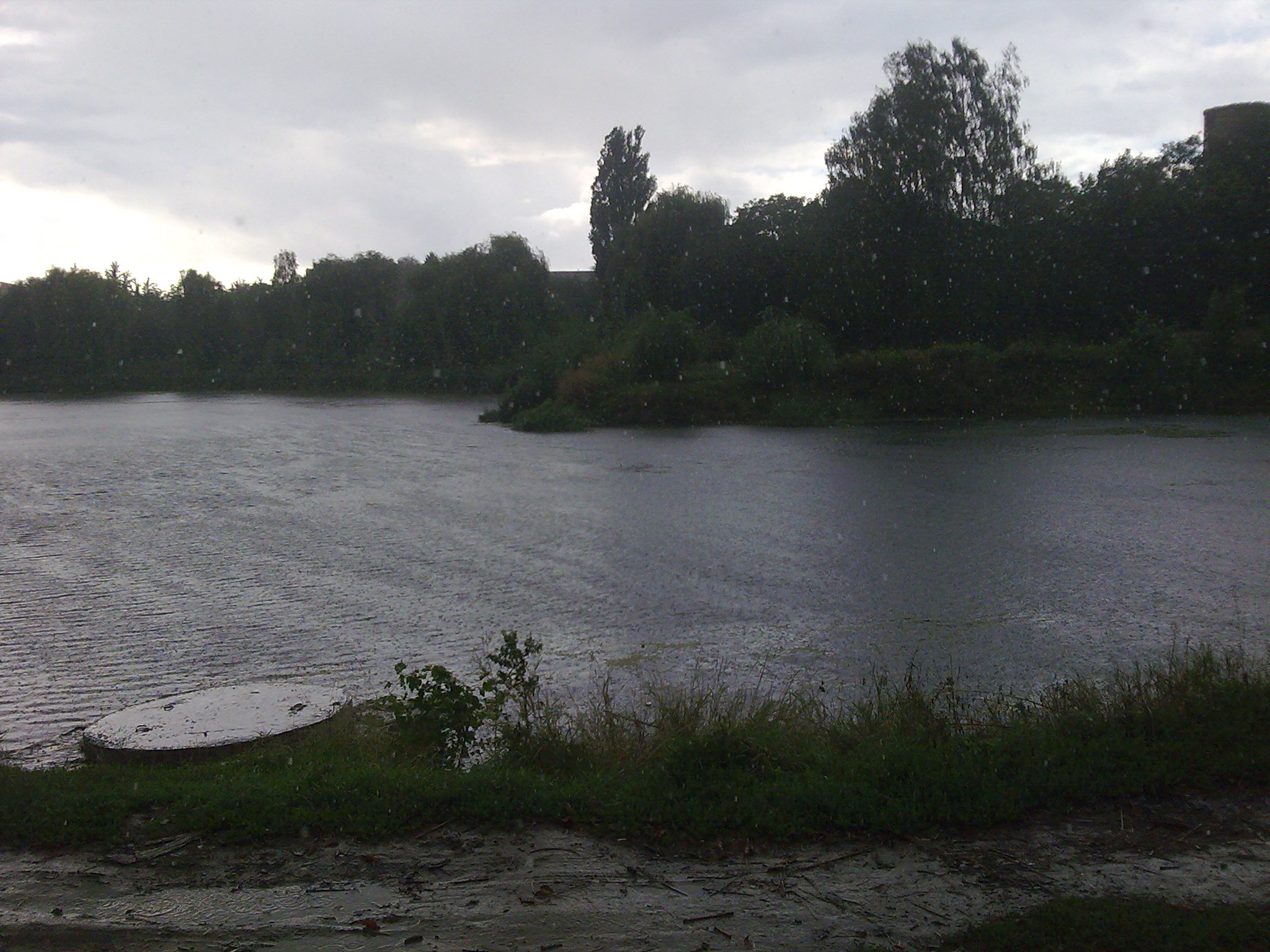